# Afghanaid
Afghanaid là một tổ chức nhân đạo phi chính phủ của Anh. Nó bắt nguồn từ Ủy ban Hỗ trợ Afghanistan được thành lập tại London năm 1981. Hai năm sau, Afghanaid được thành lập như là một tổ chức từ thiện độc lập để cung cấp trợ giúp cho Afghanistan.